# Alberto Pellegrino
Alberto Pellegrino, född 20 maj 1930 i Tunis, död 9 mars 1996 i Milano, var en italiensk fäktare.
Pellegrino blev olympisk guldmedaljör i värja vid sommarspelen 1956 i Melbourne och vid sommarspelen 1960 i Rom.